# Makowiec

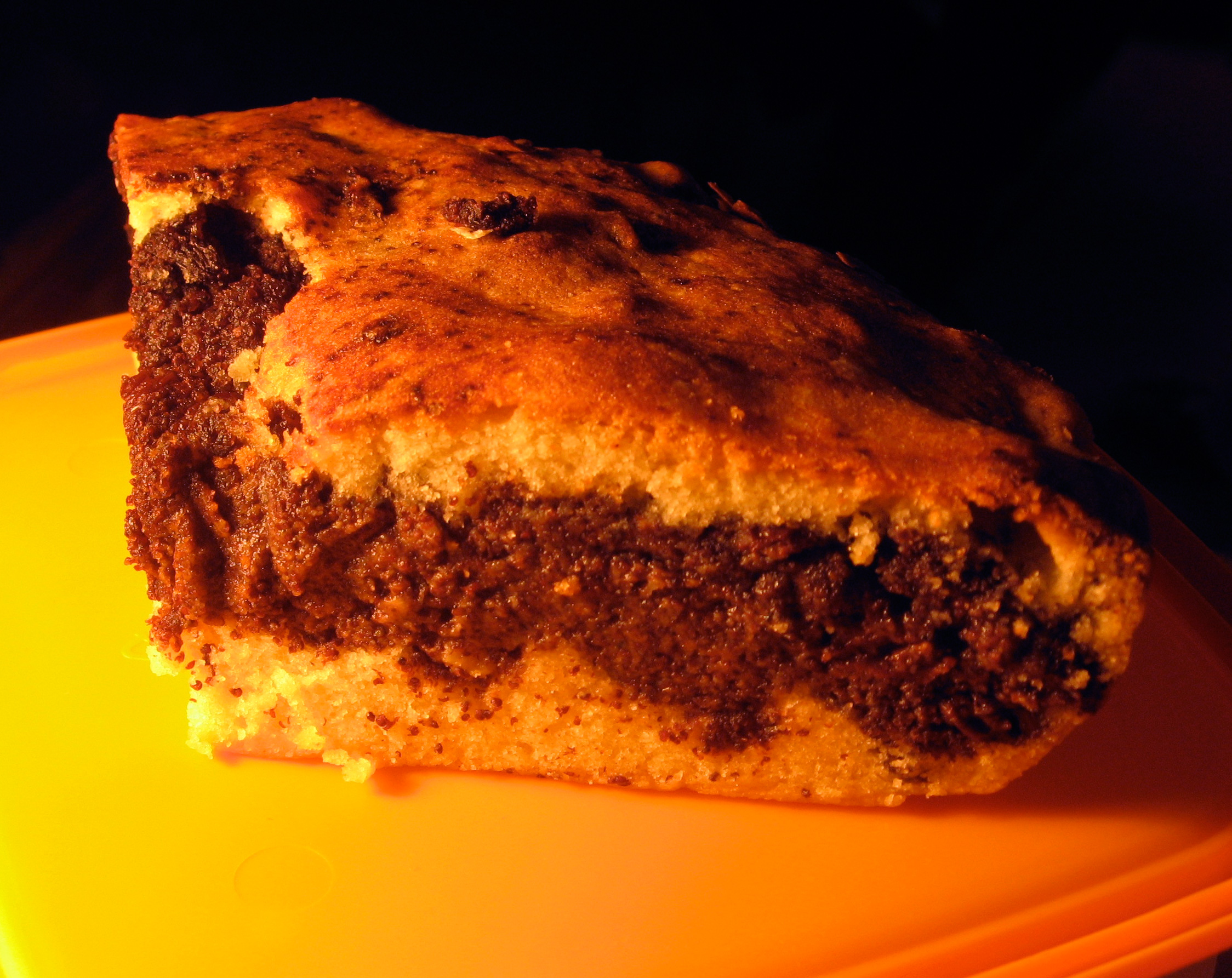
Makowiec

Makowiec ist ein Kuchen der polnischen Küche.
Zur Vorbereitung stellt man einen gesüßten Hefeteig und eine Füllung aus Mohn, Rosinen und kandierten Früchten her. Bei der Zubereitung bestreicht man den ausgerollten Teig mit der Füllung und rollt ihn dann zusammen. Dadurch entsteht beim Anschnitt die typische Schneckenform. Nach dem Backen bestreicht man den Kuchen mit Zuckerguss und lässt ihn dann auskühlen. Der Makowiec gehört zu den Spezialitäten, die bei der traditionellen polnischen Weihnachtsfeier verzehrt werden.
Abgeleitet vom Begriff mak für Mohn, steht der Begriff in der polnischen Sprache für Mohnkuchen und Kuchen mit Mohn.